# أبو المعالي الطالوي
أبو المعالي درويش محمد بن أحمد الطالوي الأُرتُقي الدمشقي (1543 - 7 فبراير 1606) (950 - 30 رمضان 1014) فقيه وأديب وشاعر شامي من أهل القرن السادس عشر الميلادي/ العاشر الهجري. ولد في دمشق، ونشأ فيها فقيراً وحيداً، فاتجه نحو تعلم صنعة السروج، ثم تحول إلى طلب العلم، فأخذ الفقه والتصوف والعربية عن شيوخ دمشق، وألمَّ بالأدب والحساب والفلك و المنطق، وأتقن اللغتين الفارسية والتركية. ناب في القضاء في دمشق وتصدر للتدريس، وتنقل بين حاضرة الدولة العثمانية ومصر وبلاد الشام، يأخذ العلم حيناً، ويتصدر للتدريس والقضاء حينا آخر، يعمل مدة، ويعزل عن العمل مدة أخرى، إلى أن عاد إلى دمشق واستقر فيها مدرساً حتى وفاته عن عمر ناهز 63 عامًا. له عدة مؤلفات في الأدب.

## مؤلفاته
له:
- سانحاتُ دُمى القَصر في مُطارحات بني العَصر، جمع فيه أشعاره وترسّلاتِه.
- مجموع شِعرٍ، مُعظَمُه من بحر الرِّجز، في نصائح طِبيّة وآراءٍ فلكيّة وتاريخيّة.
- مُنتقى شِعرِ أبي تمّام.